# Reprezentacja Szwecji w unihokeju mężczyzn
Reprezentacja Szwecji w unihokeju mężczyzn – drużyna reprezentująca Szwecję w rozgrywkach międzynarodowych w unihokeju mężczyzn.

## Historia
Reprezentacja ta jest niepodzielnym dominatorem tej dyscypliny i posiada w swym dorobku aż 8 tytułów mistrzowskich, tylko dwukrotnie ustąpili w finale reprezentacji Finlandii.

## Udział w imprezach międzynarodowych

### Mistrzostwa Europy
| Rok     | M | Z | R | P | Suma  | +/- | Miejsce   |
| ------- | - | - | - | - | ----- | --- | --------- |
| ME 1994 | 5 | 4 | 0 | 1 | 53:11 | +42 | mistrz    |
| ME 1995 | 7 | 6 | 0 | 1 | 68:4  | +64 | 2.miejsce |

### Mistrzostwach Świata
| Rok     | M  | Z  | R | P | Suma    | +/-  | Miejsce   |
| ------- | -- | -- | - | - | ------- | ---- | --------- |
| MŚ 1996 | 7  | 7  | 0 | 0 | 80:3    | +3   | mistrz    |
| MŚ 1998 | 5  | 5  | 0 | 0 | 56:5    | +51  | mistrz    |
| MŚ 2000 | 5  | 5  | 0 | 0 | 31:10   | +21  | mistrz    |
| MŚ 2002 | 6  | 6  | 0 | 0 | 75:8    | +67  | mistrz    |
| MŚ 2004 | 6  | 6  | 0 | 0 | 76:13   | +63  | mistrz    |
| MŚ 2006 | 6  | 5  | 1 | 0 | 58:16   | +42  | mistrz    |
| MŚ 2008 | 6  | 5  | 0 | 1 | 62:18   | +44  | 2.miejsce |
| MŚ 2010 | 6  | 5  | 0 | 1 | 96:12   | +84  | 2.miejsce |
| MŚ 2012 | 6  | 6  | 0 | 0 | 96:12   | +84  | mistrz    |
| MŚ 2014 | 6  | 6  | 0 | 0 | 59:10   | +49  | mistrz    |
| MŚ 2016 | 6  | 5  | 0 | 1 | 44:13   | +31  | 2.miejsce |
| Razem   | 65 | 61 | 1 | 3 | 736:120 | +616 |           |

### Kwalifikacje do MŚ
| Rok  | M | Z | R | P | Suma  | +/- | Miejsce |
| ---- | - | - | - | - | ----- | --- | ------- |
| 2016 | 5 | 5 | 0 | 0 | 106:7 | +99 | 1/6     |

## Aktualna kadra zawodnicza
Reprezentacja powołana na MŚ 2014.
| Imię i nazwisko             | Aktualny klub           |
| Bramkarze                   |                         |
| Patrik Aman                 | AIK IBF                 |
| Johan Rehn                  | IBF Falun               |
| Obrońcy                     |                         |
| Mattias Wallgren            | Warberg IC              |
| Mattias Samuelsson          | Storvreta IBK           |
| Rasmus Sundstedt            | Storvreta IBK           |
| Anton Karlsson              | Linköping IBK           |
| Jonas Adriansson            | IBF Falun               |
| Martin Ostholm              | Pixbo Wallenstam IBK    |
| Robin Nilsberth             | Granlo BK               |
| Napastnicy                  |                         |
| Johan Samuelsson            | Granlo BK               |
| Joel Kanebjörk              | AIK IBF                 |
| Kim Nilsson                 | Grasshopper Club Zürich |
| Henrik Stenberg             | Storvreta IBK           |
| Alexander Galante Carlstrom | IBF Falun               |
| Karl-Johan Iraeus           | AIK IBF                 |
| Rasmus Enstrom              | IBF Falun               |
| Patrik Malmstrom            | Pixbo Wallenstam IBK    |
| Emil Johansson              | IBF Falun               |
| Jonas Svahn                 | IBF Falun               |
| Alexander Rudd              | Storvreta IBK           |
| Trenerzy                    |                         |
| Jan-Erik Vaara              | Trener                  |
| Ulf Hallensen               | Asystent trenera        |